# Домналл мак Мурхада
Домналл мак Мурхада (умер в 1075) — король Дублина (1070—1072, 1074—1075) и Лейнстера (1072—1075), представитель династии Уи Хеннселайг; старший сын Мурхада мак Диармайта (ум. 1070), короля Дублина (1052—1070) и Мэна (1061—1070), внук Диармайта мак Маэл-на-м-Бо (ум. 1072), короля Лейнстера (1042—1072) и верховного короля Ирландии (1063—1072).

## Биография
Домналл был старшим сыном Мурхада мак Диармата (ум. 1070), короля Дублина и Островов, и внуком Диармайта мак Маэл-на-м-Бо (ум. 1070), короля Лейнстера и верховного короля Ирландии. У Домналл было два брата: Доннхад мак Мурхада (ум. 1115), король Лейнстера (1098—1115), и Энна мак Мурхада (ум. 1117), король Лейнстера (1115—1117).
В 1052 году верховный ирландский король Диармайт мак Маэл-на-м-Бо (дед Домналла) покорил королевство Дублин, изгнав оттуда Эхмаркаха мак Рагналла, короля Дублина и Островов (ум. 1064/1065). Диармайт мак Маэл-на-м-Бо назначил королём Дублина своего старшего сына Мурхада мак Диармайта. В 1061 году дублинский король Мурхад мак Диармайт захватил остров Мэн, изгнав оттуда Эхмаркаха мак Рагналла.
В 1070 году после смерти Мурхада верховный король Ирландии Диармайт мак Маэл-на-м-Бо назначил новым королём Дублина своего внука Домналла, но фактически сам управлял Дублинским королевством до своей смерти в 1072 году. Диармайт мак Маэл-на-м-Бо погиб в войне против короля Миде в 1072 году.
Согласно Анналам четырёх мастеров и Анналам Инишфаллена, еще в 1071 году Домналл мак Мурхада начал борьбу за королевский престол Лейнстера со своим родственником Доннхадом мак Домнайлом Ремайром (ум. 1089), сыном Домналла Ремара мак Маэла-на-м-Бо. В 1072 году после гибели Диармайта мак Маэла-на-м-Бо королевский престол Лейнстера занял его старший внук Домналл мак Мурхада. Воспользовавшись междоусобной борьбой династии Уи Хеннселайг, король Мунстера Тойрделбах Уа Бриайн (ум. 1086), ставший новым верховным королём Ирландии после гибели Диармайта мак Маэла-на-м-Бо, совершил карательный поход на королевство Лейнстер.
Согласно Анналам Инишфаллена, в 1072 году верховный король Ирландии Тойрделбах Уа Бриайн подчинил своей власти Дублинское королевство, где сами дублинцы предложили ему королевский престол. Тойрделбах Уа Бриайн назначил новым королём Дублина Гофрайда мак Амлайба (1072—1075).
В 1075 году Гофрайд I был изгнан из Дублина верховным королём Ирландии Тойрделбахом Уа Бриайном. «Анналы Инишфаллена» сообщают, что Гофрайд был изгнан Тойрделбахом «за море», и что тот умер «за морем», собрав большой флот для вторжения в Ирландию. Возможно, Гофрайд бежал в Королевство Островов, где и скончался, собирая флот для похода на ирландское побережье и возвращения себе Дублина. Тойрделбах Уа Бриайн назначил королём Дублина Домналла мак Мурхада. Согласно Анналам Инишфаллена, Анналам четырёх мастеров и Анналам Ульстера, правление Домналла было недолгим, в течение года он скончался после непродолжительной болезни. В том же 1075 году после смерти Домналла мак Мурхада верховный король Ирландии Тойрделбах Уа Бриайн посадил на дублинский престол своего третьего сына Муйрхертаха (ок. 1050—1119).